# Croix de Franchard
La croix de Franchard est un monument cruciforme situé dans la forêt de Fontainebleau, en France. Elle a été un point de référence pour une ancienne garde administrative de la forêt.

## Situation et accès
Le monument est situé au carrefour de la Croix-de-Franchard (par éponymie) qui est traversé par la route Ronde (route départementale 301), à l’ouest de la forêt de Fontainebleau et du territoire communal de Fontainebleau. Plus largement, il se trouve dans le département de Seine-et-Marne, en région Île-de-France.

## Histoire

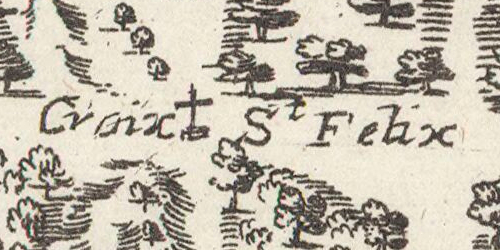
Représentation de la « croix Saint-Félix » sur le plan Nouvelle description de la forest royalle de Fontaine Belleau dressé par Jean Boisseau en 1648.

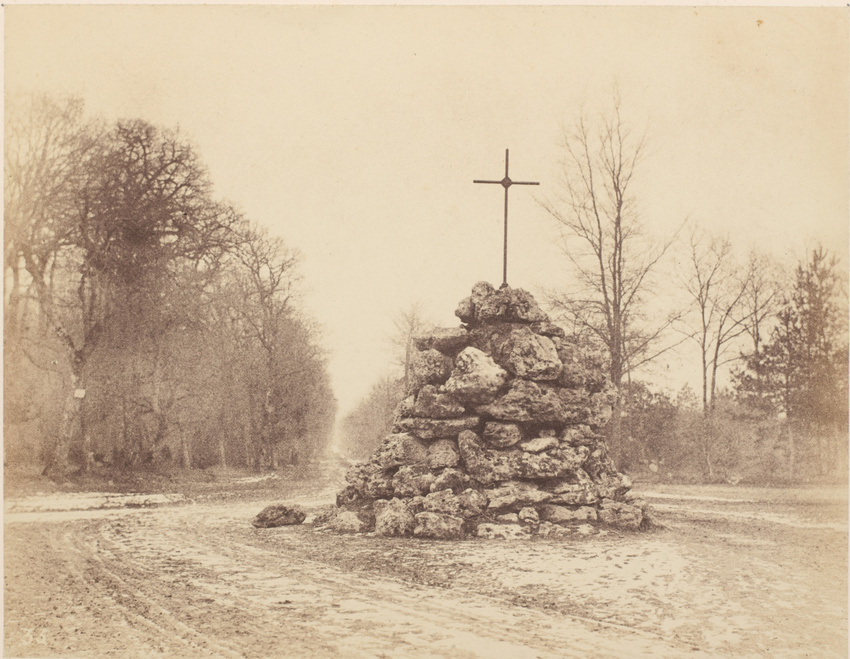
Croix à son carrefour, photographiée par Eugène Cuvelier, vers 1860.

La croix aurait été dressée entre 1589 et 1616, date de la première carte de la forêt qui la fait figurer. Elle est représentée sous le nom de croix Saint-Félix sur les plans de Nicolas Picart de 1624 et Jean Boisseau de 1648,. Guillaume Morin et Pierre Dan évoquent, quant à eux, une croix Rouge, respectivement « proche Franchar » en 1630 et « prés de Franchard » en 1642,,. Son socle est épargné pendant la Révolution, ce qui n’est pas le cas de la croix. Une nouvelle en fer vient ainsi la remplacer en 1827 avec des fleurs de lys à ses extrémités, ces dernières étant enlevées en 1830,.
En 1881, l’Administration forestière place une plaque de bronze qui perpétue le souvenir de l’hiver de 1879-80,. La mémoire de ce genre d’épisode est, par ailleurs, inscrite sur un hêtre et de nombreux rochers du massif,. Des confusions relatives à la nature de la destruction des 500000 stères de bois indiquée par la plaque ont pu avoir lieu : c’est ainsi le cas d’un programme de promenade en 1898 qui évoque injustement un incendie. En 1985, la structure est déplacée à l’écart de la route Ronde. La plaque commémorative disparaît, certainement dérobée, vers la fin des années 2010.

## Structure
La croix en elle-même est faite de fer. Le socle sur lequel elle repose est constitué de blocs de grès brut entassés, tandis que la plaque disparue qui a été apposée dessus est de bronze, (ou en cuivre). Son inscription était, :
| FORÊT de FONTAINEBLEAU VERGLAS DU 23 JANVIER 1879 ET FROIDS DE L’HIVER 1879-1880 500,000 STÈRES DE BOIS BRISÉS OU GELÉS |

## Administration
Dans l’administration forestière, la croix de Franchard, comme huit autres croix, est l’éponyme d’une ancienne « garde » territoriale : la Ve, qui s’étend sur 3 166 hectares 95 ares 31 centiares, ce qui fait d’elle la plus étendue,. Elle comprend les 34 cantons suivants : La Petite Tranchée, Grand Parquet - Faisanderie, le Cormier, Plaine du Mont Aigu, le Mont Fessas, triage de Franchard, Rochers et Platières de la Gorge du Houx, Rocher du Long Boyau, Puits du Cormier, Plaine du Puits du Cormier, Gorge aux Merisiers, Rocher de la Salamandre, Petits Feuillards, Trappe Charrette, Grands Feuillards (2e), les Eguisoirs, le Gros Buisson, les Béorlots, Platières des Béorlots, Plaine de la Haute Borne, Vallée de la Gorge aux Archers, le Bois Rond, Platières de la Touche aux Mulets, Touche aux Mulets, Gorge aux Archers, Rocher de Milly, Ventes Caillot les Hautes Plaines, Rocher des Hautes Plaines, Cul du Chaudron, Gorges de Franchard, le Chêne Brûlé, Butte de Franchard, Plaine de Macherin, la Queue de Vache.